# Friedrich Karl von Buri

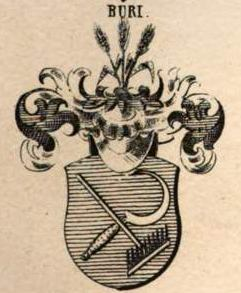
Wappen des Friedrich Karl von Buri

Friedrich Karl Buri, ab 1753 von Buri, häufig auch Friedrich Carl von Buri (* 22. August 1702 in Scharnebeck; † 7. Dezember 1767 in  Darmstadt), war ein deutscher Verwaltungsjurist und Diplomat.

## Leben
Buri war Sohn eines evangelischen Predigers. Er erhielt zunächst Privatunterricht und besuchte anschließend das Lüneburger Gymnasium, bevor er 1721 an die Universität Helmstedt wechselte, um die Rechtswissenschaft zu studieren.  Er erhielt eine Hofmeisterstelle bei der Familie Bülow, 1731 eine solche bei der Familie Klinckowström. Einen Spross dieser Familie begleitete er auf die Universität Gießen, an der er sich weiter mit der Rechtswissenschaft beschäftigte und Bekanntschaft mit dem Gundling-Schüler Johann Georg Estor machte.
Buri kam 1733 als Regierungs- und Hofrat in den Dienst des Grafen Wolfgang Ernst I. zu Isenburg und Büdingen. Er unterrichtete daneben als Hofmeister den Prinzen Johann Casimir. Mit diesem ging er zunächst an die Gießener Hochschule, dann 1735 nach Orléans und 1736 nach Paris. Nach der Rückkehr wurde er 1736 gräflich, ab 1744 fürstlich Isenburgischer Hof-, Regierungs- und Konsistorialrat in Birstein. 1738 erlitt er einen Schlaganfall, von dem er sich allerdings wieder erholte.
Buri reiste 1739 als Gesandter nach Hanau und Kassel, 1742 zum Fürstentag nach Offenbach sowie zur Krönung Kaiser Karls VII. Nachdem die Verhandlungen zum Fürstenstand des Hauses Isenburg 1744 geglückt waren, wurde er zum Kanzleidirektor ernannt. Nachdem sein Landesherr Wolfgang Ernst I. von Isenburg und Büdingen 1746 zum Direktor des Wetterauischen Grafenkollegiums ernannt wurde, beförderte er Buri zum Direktorialrat. Kaiser Franz I. erhob ihn mit seinen Nachkommen in Wien am 16. Mai 1753 in den Reichsadelstand. Außerdem beförderte man ihn 1756 zum Geheimen Rat und Regierungsdirektor in Offenbach am Main. 1757 trat er von seinen Ämtern zurück, behielt aber das Amt des Direktionalrates beim Wetterauischen Grafenkollegium. 
Buri zog 1764 nach Darmstadt. Dort wurde er Geheimer Rat der Landgrafschaft Hessen-Darmstadt. Dort verblieb er bis zu seinem Tod.

## Werke (Auswahl)
- Behauptete Vorrechte derer Alten Königlichen Bann-Forste, Stöhr, Bündingen 1742.
- Abhandelung von denen Bauer-Gütern, Gießen 1769.
- Ausführliche Abhandlung von denen Bauerngütern, Gießen 1783.
- Ausführliche Erläuterung des in Deutschland üblichen Lehenrechts, 2 Bände, Krieger, Gießen 1788–1789.